# 稲畑汀子
稲畑 汀子（いなはた ていこ、1931年1月8日 - 2022年2月27日）は、神奈川県出身の俳人。俳人高浜年尾の娘で、俳人高浜虚子の孫。『ホトトギス』名誉主宰、日本伝統俳句協会名誉会長。

## 経歴
神奈川県横浜市に、父高濱年尾、母喜美の次女として生まれる。幼児期を鎌倉で過ごしたのち、1935年に兵庫県芦屋市に転居する。小学校のころから祖父高濱虚子と父年尾のもとで俳句を教わった。小林聖心女子学院高校卒業、1949年同英語専攻科在学中に病を得て中退する。英語専攻科中退後、俳句修行に専念し、祖父と父に同行して全国を廻る。1956年、24歳で稲畑勝太郎の孫、稲畑順三と結婚。のち2男1女の母となる。1965年『ホトトギス』同人。1977年より『ホトトギス』雑詠選者。
1979年、父高浜年尾の死去により『ホトトギス』主宰を継承する。翌1980年、夫順三が死去する。1982年より朝日俳壇選者。選句に際しては「善意を持っての選句」を信条とした。以後、世界各地を吟行し、諸外国との俳句親善に努める。
1987年、日本伝統俳句協会を設立し会長に就任する。1994年、NHK俳壇の講師・選者（1996年まで）。芦屋市教育委員長に就任する。2000年、虚子記念文学館を芦屋に開館、理事長に就任する。2013年10月、『ホトトギス』主宰を息子の稲畑廣太郎に譲り、同名誉主宰に就任する。正岡子規国際俳句賞選考委員なども務める。2019年、 第70回NHK放送文化賞受賞。また、芦屋市教育委員長、地球ボランティア協会会長を務め、芦屋市民文化賞、兵庫県文化賞を受賞した。
2022年1月、日本伝統俳句協会名誉会長（二代目会長は岩岡中正）となるが、2022年2月27日、心不全のため兵庫県芦屋市の自宅で死去。91歳没。

## 人物
- 代表句に「今日何も彼もなにもかも春らしく」「落椿とはとつぜんに華やげる」「初蝶を追ふまなざしに加はりぬ」「空といふ自由鶴舞ひやまざるは」など[1]。父年尾は第一句集の序文で「星野立子の句を虚子は「景三情七」といったが、汀子の句は「景七情三」といえる」と評した。カトリック信仰に裏付けられた明るさと謙譲さが特色であり、『ホトトギス』伝統の句風「有季定型」「花鳥諷詠」「客観写生」を生涯貫いた[3]。花鳥諷詠の解釈については、有季定型を通じて人事を含む一切の森羅万象を詠むこと、いのちを詠むこととして、日本情緒の自然詠に限らないとの認識を示した。俳人金子兜太との季語をめぐる真っ向からの討論は話題を呼んだ[1]。
- 率直な人柄で新聞、雑誌、テレビに登場する機会が多かった[1]。「国際俳句シンポジウムなど、俳句国際化のための活動も積極的に行った。また、「人間も自然の一部」という考えを持ち[2]、自然保護のボランティア活動にも従事した。

## 家族
- 夫順三は稲畑染料店（のち稲畑商店、現稲畑産業）創業者・稲畑勝太郎の孫で、稲畑商店会長・稲畑二郎の三男である[5]。
- 息子は俳人の稲畑廣太郎[3]。

## 著書

### 句集
- 『汀子句集』（新樹社、1976年）
- 『汀子第二句集』（永田書房、1985年）
- 『汀子第三句集』（永田書房、1989年）
- 『障子明り』（角川書店、1996年）
- 『さゆらぎ』（朝日新聞社、2001年）
- 『花』（角川SSコミュニケーションズ、2010年）
- 『月』（角川書店、2012年）

選集
- 『稲畑汀子集 春光』（三一書房、1986年）
- 『現代俳人文庫 稲畑汀子集』（砂子屋書房、1994年）
- 『花神コレクション 稲畑汀子』（花神社、1995年）

### 随筆など
- 『旅立 句文集』（五月書房、1979年）
- 『自然と語りあうやさしい俳句』（新樹社、1978年）
- 『星月夜』（新樹社、1981年）
- 『汀子句評歳時記』（永田書房、1984年）
- 『舞ひやまざるは』（創元社、1984年）
- 『風の去来』（創元社、1985年）
- 『俳句と親しむ』（大阪書籍、1985年）
- 『女の心便り』（海龍堂、1986年）
- 『ことばの春秋 俳句随想』（永田書房、1988年）
- 『手土産の本』（文化出版局、1993年）、千原叡子共著
- 『俳句入門 初級から中級へ』（PHP研究所、1998年）
- 『俳句十二か月 自然とともに生きる俳句』（日本放送出版協会、2000年）
- 『花鳥存問』（角川書店、2000年）
- 『TEIKO 蛭田有一フォトインタビュー集』（求龍堂、2003年）
- 『虚子百句』（富士見書房、2006年）

### 編著
- 『ホトトギス新歳時記』（ 三省堂、1986年）
- 『ホトトギス季寄せ』（三省堂、1987年）
- 『高浜年尾の世界』（梅里書房、1990年）
- 『よみものホトトギス百年史』（花神社、1996年）
- 『俳句表現の方法』（角川書店、1997年）
- 『三省堂ホトトギス俳句季題便覧』(三省堂、1999年）
- 『ホトトギス 虚子と100人の名句集』（三省堂、2004年）
- 『ホトトギス俳句季題辞典』（三省堂、2008年）
- 『ホトトギスの俳人101』（新書館、2010年）